# Bahnhof Neustadt (Schwarzw)
Der Bahnhof Neustadt (Schwarzw) ist einer von zwei Bahnhöfen von Titisee-Neustadt, der andere ist Titisee. Er befindet sich im Stadtteil Neustadt auf 805 Meter über Normalnull und liegt, wie der des Stadtteils Titisee, an der Höllentalbahn, die Freiburg im Breisgau mit Donaueschingen verbindet. Der Bahnhof verfügt über drei Bahnsteiggleise. Das 1887 errichtete Empfangsgebäude steht heute unter Denkmalschutz und beherbergt unter anderem eine DB-Agentur mit Fahrscheinverkauf.

## Lage
Der Bahnhof Neustadt liegt circa 200 Meter westlich des Zentrums von Neustadt, ein Ortsteil der Gemeinde Titisee-Neustadt. Das Bahnhofsgebäude steht östlich der Gleise und hat die Adresse Bahnhofstraße 1. Das Bahnhofsareal wird westlich von der Bahnhofstraße begrenzt, an der südlichen Bahnhofsausfahrt überqueren die Saiger Straße und die Schützenstraße die Bahnhofsgleise mit Bahnübergängen. Hinter der nördlichen Bahnhofsausfahrt befindet sich am Schwarzenbachweg ein weiterer Bahnübergang. Die Landesstraße 172 überquert das Streckengleis mithilfe einer Brücke, die das komplette Tal inklusive Gutach und Gutachstraße überspannt. Im Osten des Bahnhofs liegt ein Waldgebiet, an das sich die Bundesstraße 31 anschließt. An der Saiger Straße liegt ein Park-and-Ride-Parkplatz.
Der Bahnhof Neustadt ist ein Durchgangsbahnhof an der Höllentalbahn (VzG 4300), die von Freiburg nach Donaueschingen führt. Die Höllentalbahn ist eine eingleisige Hauptbahn und auf kompletter Länge elektrifiziert. Im Kursbuch der Deutschen Bahn wird der elektrifizierte von Freiburg nach Donaueschingen führende Abschnitt als Kursbuchstrecke 727 bezeichnet.

## Geschichte
1882 begannen die Bauarbeiten für die Vordere Höllentalbahn von Freiburg nach Neustadt, am 21. Mai 1887 eröffneten die Großherzoglich Badischen Staatseisenbahnen die Bahnstrecke. Der Bahnhof Neustadt erhielt als Endbahnhof eine Lokomotivstation mit Behandlungsanlagen für Dampflokomotiven und einem Lokschuppen. Für den Güterverkehr war ein Güterschuppen, eine Laderampe und eine Ladestraße vorhanden, wenige Jahre nach der Eröffnung der Strecke entstand zur Fürstlich-Fürstenbergischen Papierfabrik ein Gleisanschluss. Aufgrund fehlender finanzieller Mittel verzögerte sich der Weiterbau der Höllentalbahn von Neustadt nach Donaueschingen, sodass die Strecke erst am 20. August 1901 eröffnet werden konnte und Neustadt somit zum Durchgangsbahnhof wurde. 1910 erhielt Neustadt für den Gleisanschluss zur Papierfabrik eine eigene Dampfspeicherlok, um die Fahrten von Neustadt zur Papierfabrik mit dieser bewältigen zu können. Nach dem Ersten Weltkrieg folgte noch eine weitere Dampflok.
In den 1930er Jahren wurde die Höllentalbahn von Freiburg nach Neustadt im Schwarzwald für den Betrieb mit Elektrolokomotiven eingerichtet. Zur Anwendung kam dabei ein System mit einer Spannung von 20.000 Volt bei einer Frequenz von 50 Hertz, mit der die damalige Deutsche Reichsbahn die Eignung des aus dem allgemeinen Netz bezogenen elektrischen Stromes für den Bahnbetrieb untersuchen wollte. Der elektrische Versuchsbetrieb begann am 18. Juni 1936, die Baukosten betrugen 7 Millionen Reichsmark. Die Hintere Höllentalbahn auf den Abschnitt von Neustadt nach Donaueschingen wurde hingegen nicht elektrifiziert, sodass bei Zügen von Freiburg nach Donaueschingen in Neustadt umgespannt werden musste. Hierfür erhielt der Bahnhof einen dreiständigen Ringlokschuppen, der für die Elektrolokomotiven vorgesehen war. Für die Dampf- und Diesellokomotiven gab es einen zweiständigen rechteckigen Lokschuppen. Für den Personenverkehr waren nach dem Zweiten Weltkrieg drei Gleise vorhanden, die an einem Mittel- und an einem Hausbahnsteig lagen. Am 20. Mai 1960 erfolgte die Umstellung der Höllentalbahn auf das deutsche bahnübliche Stromsystem. In den 1980er Jahren wurden die Dampfspeicherloks der Papierfabrik außer Betrieb genommen, bis zur Stilllegung des Werkes 1988 wurden die Leistungen von Diesellokomotiven übernommen. Eine Dampflokomotive wurde verschrottet, die andere ist heute noch als Denkmal vorhanden. In den 1990er Jahren wurde das Bahnbetriebswerk in Neustadt überflüssig, da alle Zugleistungen in Neustadt gebrochen wurden. Die beiden Lokschuppen wurden daraufhin abgerissen. Die beiden mechanischen Stellwerke wurden 1991 außer Betrieb genommen und durch ein Gleisbildstellwerk in Titisee ersetzt, das den Bahnhof fernsteuerte. Im Oktober 2018 hat die Steuerung des Bahnhofes ein Elektronisches Stellwerk übernommen, das vom Stellwerk Freiburg-Wiehre ferngesteuert wird.

## Aufbau
Das Empfangsgebäude des Bahnhofs wurde 1887 mit der Eröffnung der Höllentalbahn errichtet. Es ist ein zweistöckiger verputzter Bau mit einem kleinen Dachgeschoss in der Mitte des Gebäudes. Im Bahnhofsgebäude waren früher Dienst- und Warteräume vorhanden, im Erdgeschoss gab es ein Stellwerk, einen Fahrkartenschalter, einen Warteraum für die dritte Klasse und einen für die erste und zweite Klasse. Das Gebäude steht unter Denkmalschutz, seit dem 1. Januar 2022 gehört es einem privaten Eigentümer aus Freiburg.
Der Bahnhof besitzt vier Gleise, davon sind drei Bahnsteiggleise. Gleis 1 wird von Zügen nach Freiburg Hbf genutzt. Das Gleis 2 nutzen die Züge nach Donaueschingen bzw. die hier von Freiburg Hbf endenden Züge. Gleis 3 wird nur sonn- und feiertags für einige Züge von Freiburg Hbf genutzt. Die Gleise 2 und 3 liegen an einem Mittelbahnsteig, dieser ist über eine Unterführung und zwei Aufzüge erreichbar. Die Höhe der Bahnsteige über SO beträgt 55 cm. Die Bahnsteig-Nutzlänge des Gleis 1 beträgt 210 m, die der Gleise 2 und 3 140 m. 
In Neustadt endete die von Freiburg ausgehende Elektrifizierung der Höllentalbahn. Während also die Züge Richtung Freiburg von ihr profitierten, mussten die Züge Richtung Donaueschingen mit Dieselloks auskommen. Auch aus diesem Grund endeten fast alle Züge in Neustadt. Aber es gab morgens einen Zug, der in Titisee endete und begann. Früher befuhren meistens Dieseltriebwagen der Baureihen 611 und 628 die Strecke. Bis zu seiner Einstellung 2003 befuhr der Kleber-Express die gesamte Strecke der Höllentalbahn, nutzte aber die Elektrifizierung des westlichen Teils nicht. Heutzutage befahren Alstom Coradia Continental(ET 1440) in Einfach- oder Doppeltraktion die Strecke.

## Verkehr

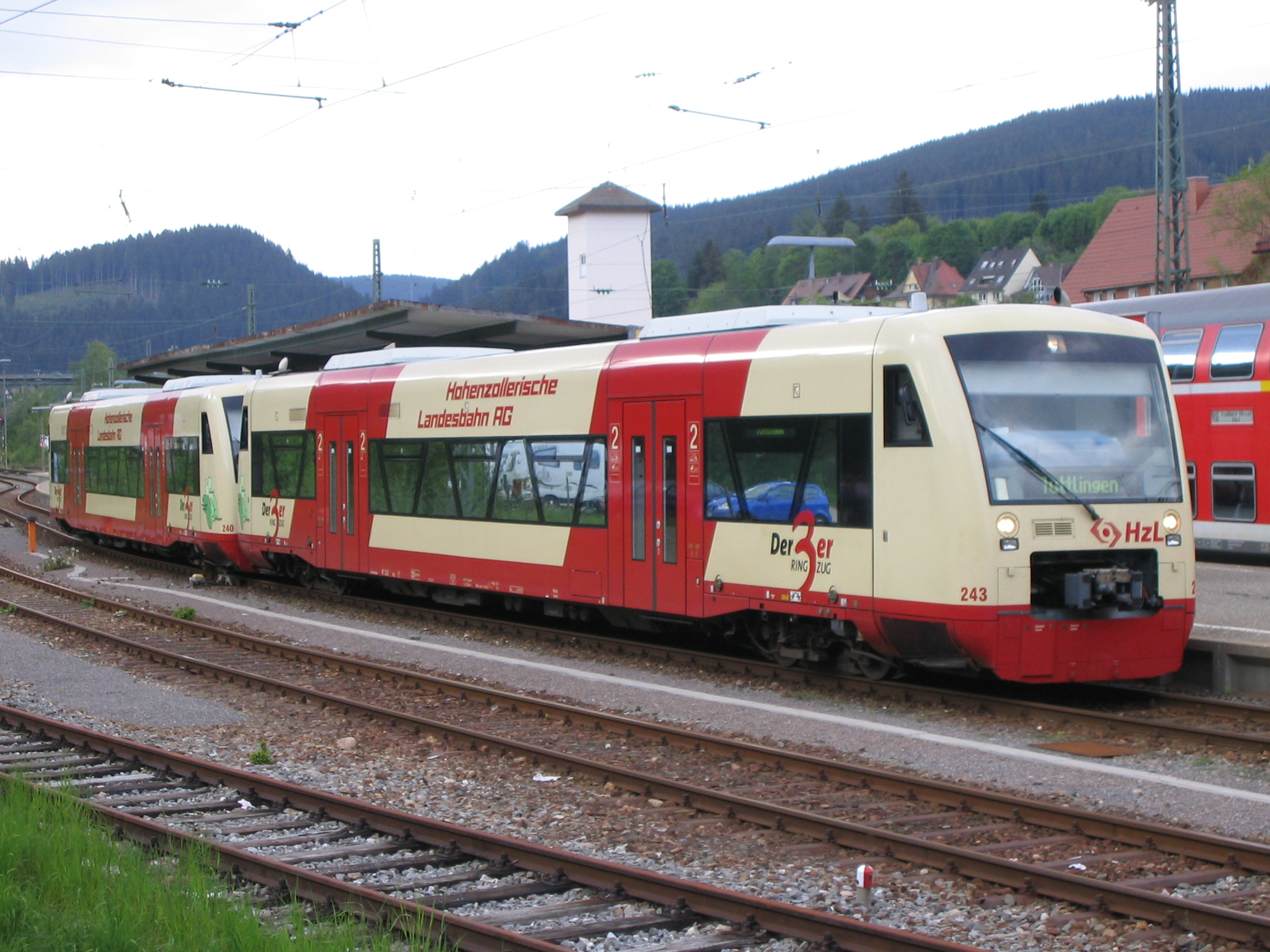
Ringzug der Hohenzollerischen Landesbahn in Neustadt

### Schienenverkehr

#### Ehemaliger Personenverkehr
Nach der Eröffnung der Höllentalbahn im Abschnitt von Neustadt nach Freiburg 1887 gab es von Neustadt nach Freiburg durchgehende Zugverbindungen. Nachdem die Höllentalbahn 1901 nach Donaueschingen verlängert worden war, kamen auch durchgehende Eilzüge von Freiburg nach Donaueschingen zum Einsatz. Bereits wenige Jahre später gab es auch durchgehende Züge bis Ulm. Als die Vordere Höllentalbahn 1936 elektrifiziert wurde, wurden die Verbindungen von Donaueschingen nach Freiburg teilweise gebrochen, die meisten Züge wurden in Neustadt umgespannt. Der Dampflokbetrieb auf der Vorderer Höllentalbahn wurde schon wenige Jahre nach der Elektrifizierung aufgegeben. In den 1980er Jahren gab es durchgehende Eilzüge von Freiburg nach Donaueschingen und einzelne zusätzliche Regionalzüge, die in Neustadt begannen. Die Eilzüge fuhren von Donaueschingen bis Neustadt mit Diesellokomotiven, zur Weiterfahrt nach Freiburg wurde eine Elektrolokomotive vorgespannt. Anfang der 1990er Jahre wurden fast alle durchgehenden Verbindungen auf der Höllentalbahn in Neustadt gebrochen. Auf der Vorderen Höllentalbahn verkehrten seitdem Doppelstockwagen mit Lokomotiven der Baureihe 143, die zum Dezember 2016 durch die Baureihe 146 ersetzt wurden. Auf der Hinteren Höllentalbahn kamen Dieseltriebwagen der Baureihe 611 oder 628 zum Einsatz.
Im Bahnhof Neustadt begannen lange Zeit bis zur Inbetriebnahme der Breisgau-S-Bahn drei Regionalverkehrslinien nach Freiburg und Donaueschingen, zwischen Donaueschingen und Freiburg über Neustadt gab es bis zum Fahrplanwechsel im Dezember 2019 keine durchgehenden Verbindungen. Alle Züge der Höllentalbahn wurden in Neustadt gebrochen, da bis dato nur der Streckenabschnitt von Freiburg nach Neustadt elektrifiziert war. Der Regional-Express von Ulm über Sigmaringen, Tuttlingen und Donaueschingen befuhr im Zweistundentakt die Hintere Höllentalbahn, er wurde von DB ZugBus Regionalverkehr Alb-Bodensee mit Dieseltriebwagen der Baureihe 611 betrieben. Mit dem alternierend im Zweistundentakt verkehrenden Regional-Express von Neustadt über Donaueschingen und Villingen nach Rottweil wurde auf der Hinteren Höllentalbahn ein Stundentakt hergestellt. Der Regional-Express fuhr ebenfalls mit Triebwagen der Baureihe 611 von DB ZugBus Regionalverkehr Alb-Bodensee. Die Höllentalbahn auf dem Abschnitt von Neustadt nach Freiburg wurde im Stundentakt von Regionalbahnen bedient, die Züge wurden von DB Regio Südbaden mit Lokomotiven der Baureihe 146 gefahren.

#### Heutiger Personenverkehr: Breisgau-S-Bahn
Am 17. Februar 2020 startete das (Übergangs-)Konzept der Breisgau-S-Bahn. Die neue S-Bahnlinie S10 fuhr von Freiburg Hbf via Neustadt (Schwarzw) nach Villingen (Schwarzw) täglich im Stundentakt. Von Neustadt (Schwarzw) bis Titisee fuhr die S11 im Stundentakt mit Anschluss an die S1 von/nach Breisach. Dadurch ergibt sich ein 30-Minuten-Takt Freiburg–Neustadt. Sonn- und feiertags fuhren jeweils stündlich die S10 Villingen–Freiburg Hbf und die S11 Freiburg–Neustadt, wobei sich jedoch nur ein 20/40-min-Takt ergab. Es kommen neue Fahrzeuge der Baureihe 1440 (vier- und dreiteilig) in der neuen gelb-schwarzen Landes-Lackierung zum Einsatz. (Stand 2021)
2025 verkehrt neben der S10 die S1 und S11, die zwischen Gottenheim und Neustadt gekuppelt fahren, und von Gottenheim als S1 nach Breisach und als S11 nach Endingen verkehren.
| Linie                    | Strecke | Strecke | Taktfrequenz | Betreiber |
| ------------------------ | --- | --- | ------------ | --------- |
| S10                      | Freiburg (Breisgau) – Kirchzarten – Titisee – Neustadt (Schwarzw) – Löffingen – Donaueschingen – Villingen | Freiburg (Breisgau) – Kirchzarten – Titisee – Neustadt (Schwarzw) – Löffingen – Donaueschingen – Villingen | 60-Minuten   | DB Regio  |
| S1                       | Breisach –                                                                                                 | Gottenheim – Freiburg (Breisgau) – Kirchzarten – Titisee – Neustadt (Schwarzw)                             | 60-Minuten   | DB Regio  |
| S11                      | Endingen – Riegel –                                                                                        | Gottenheim – Freiburg (Breisgau) – Kirchzarten – Titisee – Neustadt (Schwarzw)                             | 60-Minuten   | DB Regio  |
| Stand: 15. Dezember 2024 | | |              |           |

#### Güterverkehr
Für den Güterverkehr waren in Neustadt ein Güterschuppen, eine Laderampe und eine Ladestraße vorhanden, dort konnten landwirtschaftlichen Produkte und Stückgut verladen werden. Wenige Jahre nach der Eröffnung der Höllentalbahn entstand in Neustadt ein Gleisanschluss zur Fürstlich-Fürstenbergischen Papierfabrik. Um 1900 stieg das Verkehrsaufkommen im Güterverkehr rasch an, auch die Papierfabrik wurde vermehrt angefahren. Für den Gleisanschluss war bald eine eigene Lokomotive notwendig, da die Rangierarbeiten nicht mehr von den Streckenlokomotiven durchgeführt werden konnten. Deshalb wurde 1910 in Neustadt eine Dampfspeicherlok stationiert, die die Fahrten zur Papierfabrik durchführte. Nach dem Ersten Weltkrieg wurde eine zweite Dampflok angeschafft. Die Dampflokomotiven waren noch bis kurz vor der Stilllegung des Gleisanschlusses in Betrieb, erst wenige Jahre vorher übernahmen Diesellokomotiven die Übergaben. Eine Dampflokomotiven blieb als Denkmal erhalten, die andere wurde inzwischen verschrottet. 1984 wurde der Gleisanschluss stillgelegt, in diesem Zeitraum wurde auch der Stückgutverkehr nach Neustadt eingestellt. Der Güterschuppen, die Laderampe und die Ladestraße wurden inzwischen abgerissen. 2004 konnte der Gleisanschluss zur Papierfabrik wiedereröffnet werden. Er bedient seitdem das zur Felix Schoeller Gruppe gehörende Unternehmen Technocell Dekor GmbH & Co KG. Die Wagen werden von einer Lok der Baureihe 294 über die hintere Höllentalbahn gebracht. Danach werden die Wagen durch einen Zweiwege-Unimog der Fabrik verschoben.

### Busverkehr
Der Bahnhof Neustadt verfügt über einen Busbahnhof, der sich seitlich des Empfangsgebäudes in Richtung Freiburg befindet. Im Netz der Südbadenbus, einer Tochtergesellschaft der Deutschen Bahn, bildet Neustadt einen Knotenpunkt im Busverkehr. Es bestehen Busverbindungen nach Hüfingen, Löffingen, Lenzkirch, Bonndorf, Seebrugg, Feldberg und Hammereisenbach. In Neustadt befand sich bis 2018 ein Kundencenter von Südbadenbus.